# اتاق‌سرا (نور)
اتاق سرا، روستایی است از توابع بخش بلده شهرستان نور در استان مازندران ایران.

## جمعیت
این روستا در دهستان تتارستاق قرار دارد و براساس سرشماری مرکز آمار ایران در سال ۱۳۸۵، جمعیت آن زیر سه خانوار بوده‌است. مردم این روستا به زبان مازندرانی صحبت میکنند.